# 科馬羅維奇
49°37′35″N 22°51′17″E / 49.62639°N 22.85472°E
科馬羅維奇（烏克蘭語：Комаровичі），是烏克蘭西部的村莊，隸屬利維夫州的桑比爾區。該村處於維爾瓦河畔，面積0.82平方公里，海拔高度248米，2001年人口350。